# Ткачевська-Гура
Ткачевська-Гура (пол. Tkaczewska Góra) — село в Польщі, у гміні Паженчев Згерського повіту Лодзинського воєводства.
Населення — 56 осіб (2011).

## Демографія
Демографічна структура станом на 31 березня 2011 року:
|          | Загалом | Допрацездатний вік | Працездатний вік | Постпрацездатний вік |
| -------- | ------- | ------------------ | ---------------- | -------------------- |
| Чоловіки | 30      | 3                  | 24               | 3                    |
| Жінки    | 26      | 6                  | 15               | 5                    |
| Разом    | 56      | 9                  | 39               | 8                    |